# Карват Володимир Миколайович
Карва́т Володимир Миколайович (біл. Карва́т Уладзімір Мікалаевіч; 1958—1996) — білоруський військовий льотчик, підполковник, перший Герой Білорусі. Був начальником повітряно-вогневої бази у Барановичах. Загинув під час виконання навчально-тренувального польоту, при цьому відвів літак від села Арабовщина (біл. Арабаўшчына) Берестейської області.

## Біографія
Народився 28 листопада 1958 року у місті Бересті. Навчався тут у середній школі № 8. В 1981 році закінчив військово-авіаційне училище. Службу розпочав на Далекому Сході. Літав на літаках МіГ-23. Був заступником командира полку з льотної підготовки.
Після розпаду СРСР у серпні 1994 року написав рапорт про переведення у Білоруські війська. 11 вересня 1994 року склав присягу на вірність народу Білорусі. Був призначений начальником повітряно-вогневої і тактичної підготовки 61 авіабази у Барановичах.
23 травня 1996 року загинув під час проведення навчально-тренувального польоту, намагаючись відвести літак, що вийшов з ладу, якомога далі від села Арабовщини. 21 листопада 1996 року указом президента Білорусі йому присвоєно звання Героя Білорусі.